# Nassaruddin de Brunei
Nasruddin ibni Besar Abdullah (Jawi: نصر الدين; reinado 1690–1710), a veces llamado Nassaruddin y póstuamente llamado Marhum di Kianggeh, fue el autoproclamado 15º Sultán de Brunei e nieto de Sultan Abdul Jalilul Akbar. Fue bajo su reinado que se introdujeron las primeras monedas de oro o pitis, con el nombre de Nasiruddin Malik al Zahir.

## Reinado (1690–1710)
Despuésdela muerte de su tío, Sultan Muhyiddin, Pengiran Anak Chucu Nasruddin se autoproclamó Sultán de Brunei. Esto desató una rivalidad entre él y Pengiran Temenggong Pengiran Muda Besar Muhammad Shamsuddin. En su reinado, intentó mantenerrelaciones comerciales con Manila desde su creación por Sultán Bolkiah.

### Relaciones entre Brunei y Pagaruyung
El hijo del Rey de Pagaruyung, Dato Godam, también conocido como Raja Umar bin Bendahara Harun, emigró a Brunei bajo el protectorado del Sultán Nasruddin. Por su fidelidad y conocimiento, Dato Godam se convirtiño en uno de los consejeros más estimados del Sultan, y como resultado, obtuvo el título hereditario de "Awang-Awang Damit". En 2019, 28 representantes de la Asociación Pagaruyung estuvieron en Brunéi en una misión de buena voluntad para fomentar la hermandad que ha existido entre los dos países desde que Dato Godam llegó allí por primera vez en el siglo XVII.

## Muerte
Nasruddin murió en 1710 y le sucedió su primero Hussin Kamaluddin. Se dice que fue asesinado y enterrado en Kianggeh, de ahí que se le diera el nombre de Marhum di Kianggeh. La incertidumbre de la tumba se debió a que había cuatro sitios de enterramiento en el área.